# AMMSI-Phillip Griffiths-Preis
Der AMMSI-Phillip Griffiths-Preis wird jährlich von der African Mathematics Millennium Science Initiative (AMMSI) an einen in Afrika lebenden afrikanischen Mathematiker vergeben, der herausragende Beiträge zur Mathematik oder zur Anwendung der Mathematik geleistet hat. Das Preisgeld beträgt 6.000 US-Dollar. Der Preis wurde durch eine Spende von Phillip Griffiths an die AMMSI – anlässlich seines Gewinns der Chern-Medaille im Jahr 2014 – ermöglicht. Der Preis wird seit 2016 vergeben.
Die AMMSI ist ein verteiltes Netzwerk für mathematische Forschung, Ausbildung und Förderung in ganz Afrika südlich der Sahara mit fünf Regionalbüros in Botswana, Burkina Faso, Kamerun, Kenia und Nigeria. 
Parallel zum AMMSI-Phillip Griffiths-Preis wird seit 2016 jährlich der AMMSI-Phillip Griffiths Travel Grant an einen in Afrika lebenden afrikanischen Mathematiker vergeben, damit dieser einen internationalen Forschungspartner für einen Zeitraum von ein bis drei Monaten besuchen kann.

## Preisträger
- 2016: Omar El-Fallah und Edward Lungu[2]
- 2017: Philibert Nang[3]
- 2018: Khalil Ezzinbi[4]
- 2019: Charles Chidume[5]